# Rhys Ifans
Rhys Ifans, rozený Rhys Owain Evans (* 22. července 1967 Haverfordwest, Pembrokeshire, Wales, Spojené království) je britský zpěvák a herec.

## Počátky
Pochází se Severního Walesu a oba jeho rodiče byli učitelé. Divadlo hrál amatérsky již od dětství. Ve svých osmnácti letech začal se studiem herectví v Londýně, kde na počátkem devadesátých let 20. století zahájil studia na londýnské herecké škole, kterou dokončil v roce 1997.

## Kariéra
V témže roce debutoval i ve filmu v komedii Twin Town. Zde hrál se svým bratrem Llyrem Evansem, který je také hercem. Krom toho také účinkoval v mnoha waleských televizních pořadech a zahrál si i na prestižní scéně londýnského Národního divadla. Jeho prvním skutečným filmovým úspěchem se stala až role podivínského spolubydlícího v romantické komedii Notting Hill z roku 1999, kde si zahrál po boku Hugha Granta a Julie Robertsové.
Po tomto nesporném úspěchu následovaly další komedie jako např. sportovní snímek Náhradníci, zahrál si v dramatu Ostrovní zprávy. Zajímavá byla i jeho role ve filmu Slez ze stromu, objevil se i v kontroverzní komedii Klub sráčů. Zahrál si i ve snímku Královna Alžběta: zlatý věk, objevil se i ve snímku Hannibal – Zrození.
Dále si zahrál i v komedii Piráti na vlnách kde zářil jako nejproslulejší rádiový maniak Gavin Kavanagh.

## Hudba
Vystupoval jako zpěvák s kapelou Super Furry Animals a ve videoklipech dalších známých britských kapel. V roce 2008 zpíval na albu The Golden Mile skupiny The Peth.

## Ocenění
Za svoji roli komika v televizním snímku Not only but always obdržel v roce 2005 britskou cenu BAFTA včetně nominace na cenu Emmy.

## Filmografie

### Filmy
- 1995 – Streetlife
- 1996 – August
- 1997 – The Deadness of Dad, Twin Town
- 1998 – Tanec na konci léta
- 1999 – Srdce, Notting Hill, Janice Beard: 45 Words Per Minute, You're Dead
- 2000 – Rancid Aluminuim, Love, Honour and Obey, Klub sráčů, Náhradníci, Malý Nicky – Satan Junior
- 2001 – Slez ze stromu, Hotel, Vánoční koleda, Formula 51, Ostrovní zprávy
- 2002 – Tenkrát v Midlands
- 2003 – Spadl z oblaků
- 2004 – Jarmark marnosti, Nezničitelná láska
- 2005 – Chromofobie, El sueňo de una noche de San Juan, The Undertaker
- 2006 – Garfield 2, Poslední píseň
- 2007 – Hannibal – Zrození, Královna Alžběta: Zlatý věk
- 2008 – Come here today, Informátoři
- 2009 – Piráti na vlnách, Pan nikdo
- 2010 – Greenberg, Mr.Nice, Kouzelná chůva a Velký třesk, Krev na křídlech, Harry Potter a Relikvie smrti – část 1 – Xenophilius Laskorad, Exit Through the Gift Shop
- 2011 – Anonym, The Organ Grinders's Monkey
- 2012 – Zásnuby na dobu neurčitou, Amazing Spider-Man
- 2013 – Serena, Panda Eyes, Paní Bovaryová
- 2016 – Alenka v říši divů: Za zrcadlem, Snowden
- 2019 – Státní tajemství
- 2020 – Kingsman: První mise, Problémissky
- 2021 – Spider-Man: Bez domova
- 2023 - Nyad

### Televizní seriály
- 1991 – Spatz
- 1993 – Nightshift
- 1996 – Shakespeare Shorts
- 1997 – Trial & Retribution
- 2008 – The Last Word Monologues
- 2011 – Neverland

### Televizní filmy
- 1993 – Rhag Pob Brad
- 1997 – The Sin Eater
- 1999 – Hooves of Fire
- 2004 – Not Only but Always
- 2008 – A Number
- 2012 – The Corrections